# Birecik
Birecik (en arameu Birtha, en grec: Βίρθα Birha, després Macedonòpolis o Makedonopolis; llatí: Birtha; àrab; al-Bīrā البيرا; kurd Bêrecûg és una ciutat de la província de Şanlıurfa a Turquia, a la vora de l'Eufrates, que a partir d'aquest punt és navegable, després d'unes cascades.
Un pont de vaixells existia ja en època selèucida, amb una fortalesa que protegia el pas entre Zeugma a la riba dreta, fins a Birtha, sota els selèucides Apamea, a la riba esquerra. El pont va existir fins al segle xv. Birtha depenia inicialment de Zeugma però aquesta va desaparèixer mentre Birtha es va mantenir mercès a la seva fortalesa.
El 1099 va quedar en possessió del comtat d'Edessa, però després de la conquesta de la capital del comtat el 1144 els croats la van evacuar unc cins anys més tard, i la van deixar a mans dels romans d'Orient que poc després la van perdre davant l'emir ortúquida de Mardin. Apareix com a fortalesa i ciutat destacada vers el segle xiii quan era una possessió dels mamelucs contra els mongols. Sota el sultà Kaiy Bay la van defensar dels atacs dels Ak Koyunlu d'Uzun Hasan; Kait Bay hi va estar el 1477/1478 i les fortificacions foren reforçades el 1482. Hi ha inscripcions àrabs del temps dels mamelucs entre 1277 i 1483. El 1516 va caure en mans dels otomans i inclosa al sandjak d'Urfa que era al seu torn part de l'eyalat d'Alep. Els otomans hi van tenir un petit arsenal per la seva flota fluvial de l'Eufrates. Ibrahim Paixà d'Egipte hi va obtenir una victòria sobre els turcs força prop, a Nisibe, el 24 de juny de 1839. La seva població el 1945 era de 10.800 habitants.